# Илок
Илок је град у Хрватској, у западном Срему, који административно припада Вуковарско-сремској жупанији.

## Назив
Антун Вранчић у књизи Путопис од Будима до Дринопоља пише: "Након Шаренграда сљедећи је Вилах, кога Рашани зову Илок... Имао је Вилах силне дохотке...".

## Географски положај
Илок је најисточнији град Хрватске. Налази се на самој граници са Србијом. Град окружује Дунав са севера као и обронци Фрушке горе са југа и истока. Налази се 3 km од Бачке Паланке, коју од Илока одваја Дунав преко ког се налази Мост Илок — Бачка Паланка (некадашњи Мост 25. мај). Од Новог Сада Илок је удаљен око 45 km.

## Историја
Још 1349. године саграђена је црква и манастир.
У средњовековном насељу Villacum сремски бискуп има седиште, а илочки властелин Угрин је 1349. фрањевцима саградио цркву и манастир.
У Илоку је 23. октобра 1456. године умро св. Јован Капистрански, након што је 21. и 22. јула те године водио крсташе у одбрани Београда од Турака.
Никола Илочки био је бан од 1457. до 1463. године када је, схвативши опасност од све учесталијих османлијских провала, започео утврђивати Илок, па је као тврђава и град добио данашњи изглед. Никола је цели град опасао бедемима у облику издуженог четвороугла чији су темељи били зидани од чврстога камена, а зидови од опеке. Ојачао га је трима четвороугаоним кулама, трима заобљеним полукулама и једном цилиндричном кулом.
Године 1526. велика турска војска под заповедништвом султана Сулејмана II Величанственог кренула је тада на Угарску преко Осијека. Претходница војске под заповедништвом Ибрахим паше заузела је Илок без борбе.
Турци су након освајања Илок и даље утврђивали и одржавали његову тврђаву. Из тога доба у старом је граду сачувано и турско купатило (хамам) и маузолеј (турбе) неком светом дервишу.
Овде је од 1697. године постојало Илочко властелинство.
Камену српску православну цркву Св. архангела Михаила је освештао Софроније Подгоричанин.
Јован Суботић је два пута у Илоку изгласан за народног заступника у Сабору у Загребу, 1878. и 1881. Ђ. Јовановић је уређивао лист Родољуб, који је као недељник излазио у Илоку од 1. јула 1890. Јевреји су 1888. отворили своју народну школу у Илоку.
Године 1885. Илок и Моловин су заједно убрајани у Ердевички изборни срез са својих 618 душа.
Петар Класановић (1824-1866) чиновник и официр, иако Хрват становник Илока, основао је по тестаменту из 1866. године своју "Задужбину" при Матици српској у Новом Саду. По Хрватима (1903) Класановић је био прости посједник и католик који је оставио сво своје имање новосадској Матици. Био је Петар ожењен, али будући без деце, као посведочени велики пријатељ Срба током Мађарске буне 1848-1849. године а и после, постао је српски добротвор. Оставио је племенити Иловчанин 2000 ф. да се од тога као главнице оснује Задужбина Петра Класановића, са циљем потпомагања сиромашних добро учећих ђака српских и то источно-православне вере. Задужбинским писмом из 1906. године могла се установити једна годишња стипендија. Међутим већ након Првог светског рата та фондација није више деловала "због недовољних прихода". Непрекидно је током једног века опадала вредност Класановићевог фонда; од почетних 2000 ф. (1869), преко 17.759 к (19105) и 29.496 к (1921) дошло се у послератној комунистичкој Југославији 1969. године до главнице од само 17 нових динара.

## Становништво
На попису становништва 2011. године, град Илок је имао 6.767 становника, од чега у самом Илоку 5.072.

### Град Илок

#### Број становника по пописима
| Година         | 2011. | 2001. | 1991. | 1981. | 1971.  | 1961.  | 1953. | 1948. | 1931. | 1921. | 1910. | 1900. | 1890. | 1880. | 1869. | 1857. |
| бр. становника | 6.767 | 8.351 | 9.748 | 9.891 | 10.449 | 10.049 | 9.280 | 8.839 | 9.458 | 9.130 | 8.451 | 7.865 | 7.699 | 6.547 | 7.040 | 5.954 |

- напомене:

Настао из старе општине Вуковар.

### Илок (насељено место)

#### Број становника по пописима
| Година         | 2011. | 2001. | 1991. | 1981. | 1971. | 1961. | 1953. | 1948. | 1931. | 1921. | 1910. | 1900. | 1890. | 1880. | 1869. | 1857. |
| бр. становника | 5.072 | 5.897 | 6.775 | 6.700 | 6.683 | 6.193 | 5.696 | 5.361 | 5.809 | 5.475 | 4.856 | 4.387 | 4.288 | 3.489 | 3.776 | 3.110 |

## Попис 2011.
На попису становништва 2011. године, град Илок је имао 6.767 становника, следећег националног састава:
| Попис 2011.‍   | Попис 2011.‍ | Попис 2011.‍ | Попис 2011.‍ | Попис 2011.‍ |
| ------------- | ----------- | ----------- | ----------- | ----------- |
|               |             |             |             |             |
| Хрвати        | Хрвати      |             | 5.189       | 76,68%      |
| Словаци       | Словаци     |             | 935         | 13,82%      |
| Срби          | Срби        |             | 439         | 6,49%       |
| остали        | остали      |             | 204         | 3,01%       |
| укупно: 6.767 |             |             |             |             |

## Попис 1991.
На попису становништва 1991. године, град Илок је имао 6.775 становника, следећег националног састава:
| Попис 1991.‍   | Попис 1991.‍  | Попис 1991.‍ | Попис 1991.‍ | Попис 1991.‍ |
| ------------- | ------------ | ----------- | ----------- | ----------- |
|               |              |             |             |             |
| Хрвати        | Хрвати       |             | 4.248       | 62,70%      |
| Словаци       | Словаци      |             | 1.157       | 17,07%      |
| Срби          | Срби         |             | 484         | 7,14%       |
| Југословени   | Југословени  |             | 474         | 6,99%       |
| Мађари        | Мађари       |             | 105         | 1,54%       |
| Русини        | Русини       |             | 28          | 0,41%       |
| Албанци       | Албанци      |             | 10          | 0,14%       |
| Муслимани     | Муслимани    |             | 10          | 0,14%       |
| Македонци     | Македонци    |             | 9           | 0,13%       |
| Црногорци     | Црногорци    |             | 8           | 0,11%       |
| Немци         | Немци        |             | 5           | 0,07%       |
| Словенци      | Словенци     |             | 2           | 0,02%       |
| Чеси          | Чеси         |             | 2           | 0,02%       |
| Украјинци     | Украјинци    |             | 1           | 0,01%       |
| остали        | остали       |             | 2           | 0,02%       |
| неопредељени  | неопредељени |             | 145         | 2,14%       |
| регион. опр.  | регион. опр. |             | 7           | 0,10%       |
| непознато     | непознато    |             | 78          | 1,15%       |
| укупно: 6.775 |              |             |             |             |

## Знаменитости
- Црква Светог архангела Михаила у Илоку
- Илочке зидине
- Црква Св. Ивана Капистрана
- Фрањевачки манастир
- Турски маузолеји
- Турски хамам

## Спорт
- НК Фрушкогорац Илок, фудбалски клуб
- РК Илок, рукометни клуб
- КК Илок, кошаркашки клуб